# Niževec
Niževec este o localitate din comuna Borovnica, Slovenia, cu o populație de 45 de locuitori.